# 西田典之
西田 典之（にしだ のりゆき、1947年〈昭和22年〉3月2日 - 2013年〈平成25年〉6月14日）は、日本の法学者。専攻は刑法。東京大学名誉教授。熊本県熊本市出身。

## 人物
元日本刑法学会理事長。平野龍一門下。
元々は九州大学を志望していたが、両親の希望に沿い東京大学文科I類に入学。在学中に司法試験に合格し、卒業後は弁護士になるつもりであったが、大学側から誘いがあったため、研究者として大学に残ることを選択した。
2013年6月14日、心不全のため死去。66歳没。

## 家族
- 父・西田匠 ‐ テレビ熊本取締役
- 妻・まり子 ‐ 寺本広作の長女

## 学説
その刑法学説は、師の平野と同じく結果無価値論を基本とする。出世作は、後掲『共犯と身分』である。この点に関し、判例は、刑法65条1項を真正身分犯についての規定、2項を不真正身分犯についての規定と解していたが、平野は真正身分は違法身分であるから連帯的に作用し、不真正身分犯は責任身分であるから個別的に作用すると解していた。これに対し、西田は真正身分、不真正身分の区別を不合理と批判した上で、平野説を徹底させ、1項を違法身分についての規定、2項を責任身分について規定として理論的に整理し直した。

## 略歴
- 1965年3月　熊本県立熊本高等学校卒業
- 1969年6月　東京大学法学部卒業
- 1969年7月　東京大学法学部助手
- 1975年4月　東京大学教養学部助教授
- 1984年4月　東京大学法学部助教授
- 1985年3月　東京大学法学部教授
- 1991年4月　東京大学大学院法学政治学研究科教授
- 2008年3月　東京大学退職
- 2008年4月　学習院大学法学部教授
- 2008年6月　東京大学名誉教授

## 著書

### 単著
- 『共犯と身分』（成文堂、1982年。doi:10.11501/11894237）
- 『金融業務と刑事法』（有斐閣、1997年。ISBN 4-641-04156-3）
- 『刑法』（放送大学教育振興会、2001年。ISBN 4-595-53463-9）
- 『共犯と身分（新版）』（成文堂、2003年。ISBN 4-7923-1597-2）
- 『共犯理論の展開』（成文堂、2010年。ISBN 978-4-7923-1896-3）
- 『刑法解釈論集』（成文堂、2013年。ISBN 978-4-7923-5100-7）
- 『刑法総論 第3版（法律学講座双書）』（橋爪隆 補訂、弘文堂、2019年。ISBN 978-4-335-31546-6）
- 『刑法各論 第7版（法律学講座双書）』（橋爪隆 補訂、弘文堂、2018年。ISBN 978-4-335-30479-8）

### 共著
- 『ケースブック経済刑法 第3版』（西田典之・芝原邦爾・佐伯仁志・橋爪隆 著、有斐閣、2010年。ISBN 978-4-641-04280-3）
- 『判例刑法総論 第7版』（西田典之・山口厚・佐伯仁志 著、有斐閣、2018年。ISBN 978-4-641-13929-9）
- 『判例刑法各論 第7版』（西田典之・山口厚・佐伯仁志 著、有斐閣、2018年。ISBN 978-4-641-13930-5）

### 編著
- 『裁判例コンメンタール刑法 第1巻 - 第3巻』（西田典之・川端博・原田國男・三浦守 編、立花書房、2006年。ISBN 4-8037-4300-2他）
- 『責任論とカード犯罪』（西田典之 編、成文堂、2007年。ISBN 978-4-7923-1787-4）
- 『刑法の争点』（西田典之・山口厚・佐伯仁志 編、有斐閣、2007年。ISBN 978-4-641-11318-3）
- 『刑法理論の現代的展開』（西田典之・芝原邦爾・堀内捷三・町野朔 編、日本評論社、2008年。ISBN 978-4-535-59081-6他）
- 『注釈刑法 第1巻 - 第4巻』※第3巻未刊行（西田典之・山口厚・佐伯仁志 編、有斐閣、2010年 - 2021年。ISBN 978-4-641-01784-9他）
- 『変動する21世紀において共有される刑事法の課題』（西田典之・椎橋隆幸 編、成文堂、2011年。ISBN 978-4-7923-1931-1）

## 門下生
- 今井猛嘉
- 伊藤渉
- 鈴木左斗志
- 橋爪隆
- 小林憲太郎
- 鎮目征樹